# Carácter ruby
Los caracteres ruby o rubi (en japonés ルビ, rubi; en coreano 루비, rubi) son pequeñas anotaciones que pueden colocarse encima o a la derecha cuando se escriben lenguajes ideogramáticos como el chino o el japonés para mostrar la pronunciación. Llamados ruby o rubi, estas anotaciones son usualmente utilizadas como guía para caracteres poco conocidos.

## Ejemplos
Aquí hay un ejemplo de caracteres ruby japoneses, llamados furigana, de la palabra Tokio ("東京"):
| とう | きょう |
| 東   | 京     |

| トウ | キョウ |
| 東   | 京     |

| tō | kyō |
| 東 | 京  |

Nota: se ha aumentado el tamaño de letra para mostrar los detalles.
La mayoría de los furigana (caracteres ruby japoneses) están escritos en el silabarios hiragana, pero el katakana y el romaji son usados ocasionalmente. Algunas veces palabras extranjeras (especialmente anglosajonas) son mostradas con furigana implicando el significado y viceversa. 
Este es un ejemplo de los caracteres ruby chinos de la palabra Pekín ("北京"):
| ㄅㄟˇ | ㄐㄧㄥ |
| 北    | 京     |

| běi | jīng |
| 北  | 京   |

La mayoría de los caracteres chinos están escritos en el silabario zhuyin (también conocido como bopomofo), pero el pinyin es usado ocasionalmente.

## Usos del ruby
Se puede usar ruby por diferentes motivos:
- porque un carácter es raro y su pronunciación es desconocida para muchos. Los caracteres de nombres de persona entran en esta categoría;
- porque un carácter tiene más de una pronunciación y el contexto es insuficiente para determinar cual usar;
- porque los lectores objetivo del texto están aprendiendo la lengua y se espera que no siempre sepan cual es la pronunciación o el significado del término;
- porque el autor no usa la pronunciación estándar de los caracteres. Por ejemplo, en los mangas se usa ruby para hacer juegos de palabras (dajare, 駄洒落).

El ruby también puede usarse para mostrar el significado de una palabra desconocida, extranjera o de argot. Esto se usa, generalmente, en diálogos hablados y se aplica únicamente a publicaciones japonesas. La forma más común de ruby se llama furigana o yomigana y se encuentra en libros de texto japoneses, periódicos, mangas y libros para niños.
En japonés, ciertos caracteres, como tsu (っ) que indica una pausa antes de la consonante a la que precede, se escriben normalmente con la mitad de tamaño que los caracteres normales. Cuando están escritos como ruby, sin embargo, tales caracteres son, generalmente, del mismo tamaño que otros caracteres ruby. 
En chino, la práctica de proporcionar ayudas fonéticas con ruby es rara, pero se hace sistemáticamente en los libros de texto o diccionarios. La escritura china no tiene un nombre especial para esta práctica, ya que no está tan extendida como en Japón. En Taiwán se conoce como Zhuyin, del nombre del sistema fonético utilizado allí. Se usa prácticamente siempre en vertical, ya que las publicaciones utilizan este formato y el Zhuyin no es de fácil lectura en formato horizontal. Cuando no se usa el Zhuyin, se utiliza otro sistema fonético chino como el Hanyu Pinyin.
A veces se usan los caracteres ruby para una traducción palabra por palabra de un documento para ayudar a un lector que no conoce bien el idioma original, pero puede leer otro bien. Estas traducciones deben leerse con precaución, puesto que todos los idiomas naturales incluyen frases hechas (donde las combinaciones de palabras tienen un significado diferente al normal de las palabras individuales), la relación de palabras no adyacentes suele ser difícil de entender y, normalmente, no hay una traducción única o exacta para una palabra. También hay problemas si los idiomas original y traducido tienen sentidos de lectura diferentes (Ej.: los idiomas occidentales se leen de izquierda a derecha, pero el hebreo se lee de derecha a izquierda). Un ejemplo común de este uso está en la historia de la biblia cristiana, que originalmente estaba escrita en koiné, hebreo, y algo de arameo. Solo un pequeño porcentaje de gente tiene conocimientos avanzados sobre esos idiomas. Por eso, varias publicaciones de la Biblia cristiana en sus idiomas originales incorporan texto ruby con traducciones palabra por palabra a otro idioma (como el inglés) como ayuda. Esos documentos suelen denominarse documentos interlineares (donde el énfasis está en dar la traducción "entre líneas") y normalmente incluyen también una traducción completa y separada del texto.
Los caracteres ruby se pueden usar también al escribir a mano.

## Historia
Ruby era originalmente el nombre de un tipo de letra británico de 5,5 puntos usado para anotaciones en documentos impresos. En japonés, el significado de la palabra cambió para referirse a los caracteres furigana. Cuando se traduce de nuevo al inglés el resultado es "rubi" (típica romanización de la palabra japonesa ルビ). Sin embargo, se hizo más común la escritura "ruby" desde que se publicó una recomendación del W3C sobre la notación ruby.
En los Estados Unidos, se llamaba "agate", por lo menos antes de los años 50:
agate: Antiguo nombre de un tamaño de letra ligeramente menor a cinco puntos y medio, [...]. Llamado ruby en Inglaterra. (Marjorie E. Skillin, et ál., Words into Type, 1948, p. 538).

## Ruby en Unicode
Unicode y el juego universal de caracteres asociado admiten ruby haciendo uso de los siguientes caracteres de anotación interlinear:
- FFF9 (hex) - Ancla de anotación interlinear - marca el inicio del texto anotado
- FFFA (hex) - Separación de anotación interlinear - marca el inicio de los caracteres de la anotación
- FFFB (hex) - Terminador de anotación interlinear - marca el final del texto anotado

El Unicode Technical Report #20 (en inglés) aclara que dichos caracteres no están pensados para ser expuestos a los usuarios de lenguajes de marcado o de aplicaciones de software y sugiere que en cambio se usen etiquetas cuando sea pertinente.

## Etiquetas Ruby
En 2001, el W3C publicó la especificación Notación ruby (en inglés) para incluir etiquetas ruby en XHTML. El marcado con etiquetas ruby no es una parte estándar de HTML 4.01 ni de ninguna de las especicinaciones de XHTML 1.0 (XHTML-1.0-estricto, XHTML-1.0-de transicióny XHTML-1.0-Frameset), pero se incorporó en la especificación XHTML 1.1.
El uso de etiquetas ruby en navegadores de Internet es limitado, puesto que todavía no se ha extendido el uso de XHTML 1.1. Microsoft Internet Explorer (5.0+) para Windows y Macintosh permite un uso parcial de etiquetas ruby, pero Mozilla, Firefox, Safari/Konqueror y Opera no lo permiten.
Para estos exploradores, es más fácil incluir ruby mediante el uso de reglas CSS, como se puede ver en la web .
También se pueden incluir etiquetas ruby en algunos exploradores que permiten usar extensiones personalizadas. Por ejemplo, una extensión oficiosa permite que Netscape 7, Mozilla y Firefox muestren adecuadamente etiquetas ruby en ciertas circunstancias. Dicha extensión se puede descargar gratuitamente desde .
Las etiquetas ruby están estructuradas de forma que aparecerá una representación alternativa —consistente en los caracteres ruby escritos entre paréntesis inmediatamente después del texto principal— si el navegador no permite mostrar ruby.

### Ejemplos de etiquetas Ruby
Los ejemplos hiragana y bopomofo anteriores se repiten a continuación mediante etiquetas ruby.
Primero se muestra la etiqueta y luego su representación. El navegador que utilice lo mostrará con el tamaño y posición correctos, como en los ejemplos de la tabla superior, o usará la representación alternativa y mostrará los caracteres ruby entre paréntesis:
```
<ruby><rb>東</rb><rp>(</rp><rt>とう</rt><rp>)</rp></ruby> 
<ruby><rb>京</rb><rp>(</rp><rt>きょう</rt><rp>)</rp></ruby>
```

東
京
```
<ruby><rb>北</rb><rp>(</rp><rt>ㄅㄟˇ</rt><rp>)</rp></ruby> 
<ruby><rb>京</rb><rp>(</rp><rt>ㄐㄧㄥ</rt><rp>)</rp></ruby>
```

北
京
También existen etiquetas ruby complejas (en inglés), pero Wikipedia no las usa.